# Phoenicurus
Phoenicurus is een geslacht van zangvogels uit de familie van de vliegenvangers (Muscicapidae). De wetenschappelijke naam van het geslacht is voor het eerst geldig gepubliceerd in 1817 door Forster.

## Soorten
De volgende soorten zijn bij het geslacht ingedeeld:
- Phoenicurus alaschanicus – Tibetaanse roodstaart
- Phoenicurus auroreus – spiegelroodstaart
- Phoenicurus bicolor – Filipijnse waterroodstaart
- Phoenicurus coeruleocephala – blauwkoproodstaart
- Phoenicurus erythrogastrus – witkruinroodstaart
- Phoenicurus erythronotus – Eversmanns roodstaart
- Phoenicurus frontalis – himalayaroodstaart
- Phoenicurus fuliginosus – waterroodstaart
- Phoenicurus hodgsoni – veldroodstaart
- Phoenicurus leucocephalus – rivierroodstaart
- Phoenicurus moussieri – diadeemroodstaart
- Phoenicurus ochruros – zwarte roodstaart
- Phoenicurus phoenicurus – gekraagde roodstaart
- Phoenicurus schisticeps – witkeelroodstaart